# Chi Rêu lá vẩy
Taxiphyllum là một chi rêu trong họ Hypnaceae.